# Puchary Wołoszczyzny (1910/1911)
Puchar Wołoszczyzny 1910/1911 – 2. sezon najwyższej klasy rozgrywkowej w Rumunii. W rozgrywkach brały udział 3 zespoły, grając systemem kołowym. Tytuł obroniła drużyna Olympia Bukareszt.

## Tabela końcowa
|   | Klub                | M | Z | R | P | Br+ | Br− | Br+/− | Pkt | Uwagi  |
| 1 | Olympia Bukareszt   | 3 | 2 | 1 | 0 | 7   | 3   | +4    | 5   | Mistrz |
| 2 | United Ploeszti     | 3 | 1 | 1 | 1 | 6   | 7   | -1    | 3   |        |
| 3 | Colentina Bukareszt | 2 | 0 | 0 | 2 | 3   | 6   | -3    | 0   |        |